# 范正美
范正美（1938年10月—2023年8月13日），湖南长沙人，黑龙江广播电视大学经济系教授。

## 生平
1938年10月生于湖南长沙。1966年毕业于哈尔滨师范学院政治系。 1967年2月28日被选为黑龙江省革命委员会班长，:437 3月23日改任省革委会常委。:440 1968年11月22日省革委会向中共中央、中央文革上报《关于把范正美、宋振业分别放到基层接受工农群众再教育的报告》。:473 1969年12月被下放到绥化八一农机厂。1971年8月当选中共黑龙江省委委员，1973年当选中共十大代表。1972年9月任黑龙江人民出版社领导小组副组长，1973年9月调任省文教办副主任。1977年被隔离审查、接受批判，1979年4月，经省委批准，被撤销党内外一切职务，7月，被调到东北林学院印刷厂。1984年3月被开除党籍。此后历任黑龙江广播电视大学经济系讲师、副教授、教授。

## 著作
主编《经济法教学案例选》、《经济法400案例析》、《案例经济法学》、《企业财务管理》、《经济法教程》等，参编国家开放大学教材《商业经济学》、《工业产权法》、《20世纪社会科学新学科》等。专著有《实用美学经济学》、《经济美学》、《教育法学》、《农业产业化道路》等。总纂《农村干部读本》，另著有回忆录《秋梦追思》、长篇神话爱情叙事诗《红罗女》、诗集《范正美纪游诗选》、诗集《亦仙居诗稿》。
2011年9月，哈尔滨市20余人组织了一次“范正美诗词创作研讨会”。